# Lijst van schilderijen in het Rijksmuseum Amsterdam/In-Iz
Lijst van schilderijen in het Rijksmuseum Amsterdam met werken van schilders van wie de achternaam begint met de letters In t/m Iz. Vermeldingen in het grijs geven aan dat het werk geen deel meer uitmaakt van de collectie van het Rijksmuseum, bijvoorbeeld omdat het in bruikleen gegeven is aan een andere instelling of omdat het teruggegeven is aan de bruikleengever.
| Inventarisnummer | Toeschrijving      | Titel | Datering      | Afbeelding |
| ---------------- | ------------------ | --- | ------------- | ---------- |
| SK-C-1371        | Ignacio de Iriarte | Landschap met jagers                                                                                       | 1640-1695     |            |
| SK-A-1191        | Isaac Isaacsz.     | Farao geeft Sara aan Abraham terug                                                                         | 1640          |            |
| SK-C-410         | Pieter Isaacsz.    | Schutters van de compagnie van kapitein Jacob Gerritsz. Hoing en luitenant Wybrand Appelman                | 1596          |            |
| SK-C-455         | Pieter Isaacsz.    | Het korporaalschap van kapitein Gillis Jansz. Valckenier en luitenant Pieter Jacobsz. Bas, Amsterdam, 1599 | 1599          |            |
| SK-A-1720        | Pieter Isaacsz.    | De oploop van de Romeinse vrouwen op het Capitool in Rome                                                  | 1600-1602     |            |
| SK-A-4947        | Pieter Isaacsz.    | Allegorische voorstelling van Amsterdam als centrum van de wereldhandel                                    | 1606          |            |
| SK-A-4045        | Adriaen Isenbrant  | Maria met kind                                                                                             | Ca. 1530-1540 |            |
| SK-A-2915        | Isaac Israëls      | De Westertoren in Amsterdam bij stormachtig weer                                                           | 1880-1934     |            |
| SK-A-2914        | Isaac Israëls      | Processie in de Oud-Katholieke kerk te Den Haag                                                            | 1881          |            |
| SK-A-4954        | Isaac Israëls      | Portret van een gewonde KNIL-militair                                                                      | 1882          |            |
| SK-C-1831        | Isaac Israëls      | Het transport der kolonialen                                                                               | 1883-1884     |            |
| SK-A-2917        | Isaac Israëls      | Portret van een vrouw                                                                                      | 1885-1922     |            |
| SK-A-3591        | Isaac Israëls      | Twee meisjes in de sneeuw                                                                                  | Ca. 1890-1894 |            |
| SK-A-3594        | Isaac Israëls      | Amsterdamse dienstmeisjes                                                                                  | Ca. 1890-1900 |            |
| SK-A-3597        | Isaac Israëls      | Ezeltje rijden langs het strand                                                                            | Ca. 1890-1901 |            |
| SK-C-1686        | Isaac Israëls      | De trommelslaagster                                                                                        | 1890-1910     |            |
| SK-C-983         | Isaac Israëls      | De trommelaarster                                                                                          | Ca. 1890-1910 |            |
| SK-A-2913        | Isaac Israëls      | Portret van een jonge vrouw                                                                                | 1890-1922     |            |
| SK-A-2919        | Isaac Israëls      | Sigaretten rokende meisjes                                                                                 | 1890-1922     |            |
| SK-A-3592        | Isaac Israëls      | Etalage | 1894          |            |
| SK-A-2920        | Isaac Israëls      | In het theater                                                                                             | Ca. 1895      |            |
| SK-A-4679        | Isaac Israëls      | Jonge vrouw, uitkijkend over zee                                                                           | Ca. 1895-1900 |            |
| SK-A-3596        | Isaac Israëls      | Jongen en meisje op ezeltjes                                                                               | 1896-1901     |            |
| SK-A-3595        | Isaac Israëls      | Twee ezeltjes                                                                                              | 1897-1901     |            |
| SK-A-2918        | Isaac Israëls      | Portret van een vrouw                                                                                      | 1900-1922     |            |
| SK-A-3593        | Isaac Israëls      | In het Bois de Boulogne bij Parijs                                                                         | 1906          |            |
| SK-C-1012        | Jozef Israëls      | Het naaistertje                                                                                            | 1850-1888     |            |
| SK-A-2616        | Jozef Israëls      | Het naaistertje                                                                                            | 1850-1888     |            |
| SK-A-2855        | Jozef Israëls      | Sientje Nijkerk-Servaas op 90-jarige leeftijd, 1857                                                        | 1857          |            |
| SK-C-996         | Jozef Israëls      | Een jongen en een meisje op een duintop                                                                    | 1860-1899     |            |
| SK-A-2604        | Jozef Israëls      | Een jongen en een meisje op een duintop                                                                    | 1860-1899     |            |
| SK-A-2923        | Jozef Israëls      | Huiswaartskeren                                                                                            | 1860-1911     |            |
| SK-C-495         | Jozef Israëls      | Kinderen der zee                                                                                           | 1872          |            |
| SK-A-2382        | Jozef Israëls      | Kinderen der zee                                                                                           | 1872          |            |
| SK-A-1179        | Jozef Israëls      | Alleen op de wereld                                                                                        | 1878          |            |
| SK-C-995         | Jozef Israëls      | Het late uur                                                                                               | 1880-1896     |            |
| SK-A-2603        | Jozef Israëls      | Het late uur                                                                                               | 1880-1896     |            |
| SK-C-998         | Jozef Israëls      | Melancholie                                                                                                | 1880-1899     |            |
| SK-A-2606        | Jozef Israëls      | Melancholie                                                                                                | 1880-1899     |            |
| SK-A-3313        | Jozef Israëls      | Vrouw aan een raam                                                                                         | 1880-1911     |            |
| SK-A-2921        | Jozef Israëls      | Boereninterieur                                                                                            | Ca. 1882      |            |
| SK-A-2984        | Jozef Israëls      | De zandschipper                                                                                            | 1887          |            |
| SK-C-992         | Jozef Israëls      | De moeder                                                                                                  | 1888-1892     |            |
| SK-A-2600        | Jozef Israëls      | De moeder                                                                                                  | 1888-1892     |            |
| SK-C-958         | Jozef Israëls      | Moederweelde                                                                                               | 1890          |            |
| SK-A-2597        | Jozef Israëls      | Moederweelde                                                                                               | 1890          |            |
| SK-C-993         | Jozef Israëls      | Langs velden en wegen                                                                                      | 1892          |            |
| SK-A-2601        | Jozef Israëls      | Langs velden en wegen                                                                                      | 1892          |            |
| SK-C-570         | Jozef Israëls      | Portret van Louis Jacques Veltman                                                                          | 1893          |            |
| SK-C-1011        | Jozef Israëls      | Modelstudie van Sijtje van Bemmel                                                                          | 1896          |            |
| SK-A-2615        | Jozef Israëls      | Modelstudie van Sijtje van Bemmel                                                                          | 1896          |            |
| SK-C-997         | Jozef Israëls      | De oude Isaac                                                                                              | 1896          |            |
| SK-A-2605        | Jozef Israëls      | De oude Isaac                                                                                              | 1896          |            |
| SK-A-3599        | Jozef Israëls      | Overpeinzing                                                                                               | 1896          |            |
| SK-C-999         | Jozef Israëls      | Buurpraatje                                                                                                | 1897          |            |
| SK-A-2607        | Jozef Israëls      | Buurpraatje                                                                                                | 1897          |            |
| SK-A-4180        | Jozef Israëls      | De benen van David                                                                                         | 1899          |            |
| SK-A-4198        | Jozef Israëls      | De benen van Saul                                                                                          | 1899          |            |
| SK-A-3731        | Jozef Israëls      | David | 1899          |            |
| SK-A-3730        | Jozef Israëls      | Saul | 1899          |            |
| SK-A-3732        | Jozef Israëls      | Zittende vrouw, waarschijnlijk Michal                                                                      | 1899          |            |
| SK-A-3598        | Jozef Israëls      | Boerenjongen op een slagboom                                                                               | 1900-1911     |            |
| SK-C-994         | Jozef Israëls      | Adam en Eva                                                                                                | 1902-1903     |            |
| SK-A-2602        | Jozef Israëls      | Adam en Eva                                                                                                | 1902-1903     |            |
| SK-C-990         | Jozef Israëls      | Joodse bruiloft                                                                                            | 1903          |            |
| SK-A-2598        | Jozef Israëls      | Joodse bruiloft                                                                                            | 1903          |            |
| SK-C-991         | Jozef Israëls      | Larens tafereel                                                                                            | 1905          |            |
| SK-A-2599        | Jozef Israëls      | Larens tafereel                                                                                            | 1905          |            |
| SK-C-959         | Jozef Israëls      | Blik in de verte                                                                                           | 1907          |            |
| SK-A-2496        | Jozef Israëls      | Blik in de verte                                                                                           | 1907          |            |